# Oxymetholone
Oxymetholone, được bán dưới tên thương hiệu Anadrol và Anapolon trong số những loại khác, là một loại thuốc androgen và đồng hóa steroid (AAS) được sử dụng chủ yếu trong điều trị thiếu máu. Nó cũng được sử dụng để điều trị loãng xương, hội chứng lãng phí HIV/AIDS và để thúc đẩy tăng cân và tăng trưởng cơ bắp trong một số tình huống. Nó được uống bằng miệng.
Tác dụng phụ của oxymetholone bao gồm tăng ham muốn tình dục cũng như các triệu chứng nam tính như mụn trứng cá, tăng trưởng tóc và thay đổi giọng nói. Nó cũng có thể gây tổn thương gan. Thuốc là một steroid tổng hợp androgen và đồng hóa và do đó là chất chủ vận của thụ thể androgen (AR), mục tiêu sinh học của androgen như testosterone và dihydrotestosterone (DHT). Nó có tác dụng đồng hóa mạnh và tác dụng androgen yếu.

Oxymetholone được mô tả lần đầu tiên vào năm 1959 và được giới thiệu sử dụng trong y tế vào năm 1961. Nó được sử dụng chủ yếu ở Hoa Kỳ. Ngoài công dụng y tế, oxymetholone được sử dụng để cải thiện vóc dáng và hiệu suất. Thuốc là một chất được kiểm soát ở nhiều quốc gia và vì vậy sử dụng phi y tế nói chung là bất hợp pháp.

## Sử dụng trong y tế
Các ứng dụng lâm sàng chính của oxymetholone bao gồm điều trị thiếu máu và loãng xương, cũng như kích thích tăng trưởng cơ bắp ở bệnh nhân suy dinh dưỡng hoặc kém phát triển. Tuy nhiên, tại Hoa Kỳ, chỉ định duy nhất được FDA là điều trị thiếu máu.
Sau khi giới thiệu oxymetholone, các thuốc không steroid như epoetin alfa đã được phát triển và cho thấy hiệu quả hơn khi điều trị thiếu máu và loãng xương mà không có tác dụng phụ của oxymetholone. Thuốc vẫn có sẵn mặc dù điều này và cuối cùng đã tìm thấy một công dụng mới trong điều trị hội chứng lãng phí HIV / AIDS.
Trình bày phổ biến nhất là 50 mg viên nén, oxymetholone được cho là một trong những AAS "mạnh nhất" và "mạnh nhất" có sẵn cho sử dụng y tế. Tương tự, có nguy cơ tác dụng phụ. Oxymetholone có hiệu quả cao trong việc thúc đẩy tăng khối lượng cơ thể, chủ yếu bằng cách cải thiện đáng kể sự tổng hợp protein. Vì lý do này, nó thường được sử dụng bởi người tập thể hình và vận động viên.

## Sử dụng phi y tế
Oxymetholone được sử dụng cho physique- và mục đích tăng cường hiệu suất bằng cách cạnh tranh vận động viên, người tập thể hình, và người nâng tạ.

## Tác dụng phụ
Các tác dụng phụ phổ biến của oxymetholone bao gồm trầm cảm, thờ ơ, nhức đầu, sưng, tăng cân nhanh, priapism, thay đổi màu da, vấn đề tiểu tiện, buồn nôn, nôn, đau dạ dày (nếu uống khi bụng đói), chán ăn, vàng da, vú sưng ở nam giới, cảm thấy bồn chồn hoặc phấn khích, mất ngủ và tiêu chảy. Ở phụ nữ, tác dụng phụ cũng bao gồm mụn trứng cá, thay đổi trong chu kỳ kinh nguyệt, giọng nói trầm, mọc tóc ở cằm hoặc ngực, rụng tóc kiểu, âm vật mở rộng và thay đổi ham muốn. Do cấu trúc 17-kiềm của nó, oxymetholone gây độc cho gan. Sử dụng lâu dài của thuốc có thể gây ra một loạt các bệnh nghiêm trọng, bao gồm viêm gan, ung thư gan và xơ gan; do đó xét nghiệm chức năng gan định kỳ được khuyến nghị cho những người dùng oxymetholone.

## Dược lý

### Dược lực học
| Thuốc                  | Tỉ lệ         |
| ---------------------- | ------------- |
| Testosterone           | 1: 1          |
| Testosterone cypionate | 1: 1          |
| Testosterone enanthate | 1: 1          |
| Methyltestosterone     | 1: 1          |
| Fluoxymesterone        | 1: 2          |
| Oxymetholone           | 1: 3          |
| Oxandrolone            | 1: 3 Vé1: 13  |
| Nandrolone decanoate   | 1: 2.5 Từ1: 4 |
| Nguồn: Xem mẫu.        |               |

Giống như các AAS khác, oxymetholone là chất chủ vận của thụ thể androgen (AR). Nó không phải là chất nền cho 5α-reductase (vì nó đã giảm 5α) và là chất nền kém cho 3α-hydroxapseoid dehydrogenase (3α-HSD), và do đó cho thấy tỷ lệ đồng hóa cao với hoạt động androgenic.
Là một dẫn xuất của DHT, oxymetholone không phải là chất nền cho aromatase và do đó không thể được aromat hóa thành các chất chuyển hóa estrogen. Tuy nhiên, đặc biệt trong số các dẫn xuất của DHT, oxymetholone dù sao cũng có liên quan đến tính estrogen tương đối cao và được biết là có khả năng tạo ra tác dụng phụ estrogen như gynecomastia (hiếm khi) và giữ nước. Nó đã được đề xuất rằng điều này có thể là do liên kết trực tiếp và kích hoạt thụ thể estrogen bởi oxymetholone. Oxymetholone không có bất kỳ hoạt động proogenogen đáng kể nào.

### Dược động học
Có thông tin hạn chế về dược động học của oxymetholone. Nó dường như được hấp thụ tốt với sử dụng đường uống. Oxymetholone có ái lực rất thấp đối với globulin gắn với hormone giới tính trong huyết thanh người (SHBG), ít hơn 5% so với testosterone và ít hơn 1% so với DHT. Thuốc được chuyển hóa ở gan bằng cách oxy hóa ở vị trí C2, giảm ở vị trí C3, hydroxyl hóa ở vị trí C17 và liên hợp. Nhóm oxymetholone C2 của oxymetholone có thể được cắt để tạo thành mestanolone (17α-methyl-DHT), có thể góp phần vào tác dụng của oxymetholone. Nửa đời thải trừ của oxymetholone vẫn chưa được biết. Oxymetholone và các chất chuyển hóa của nó được loại bỏ trong nước tiểu.

## Hóa học
Oxymetholone, còn được gọi là 2-hydroxymetylen-17α-methyl-4,5α-dihydrotestosterone (2-hydroxymetyl-17α-methyl-DHT) hoặc 2-hydroxymetyl-17-a-metyl-5, là một steroid tổng hợp androstane và một dẫn xuất 17T-alkyl hóa của DHT.

## Lịch sử
Oxymetholone lần đầu tiên được mô tả trong một bài báo năm 1959 bởi các nhà khoa học từ Syntex. Nó được giới thiệu để sử dụng trong y tế bởi Syntex và Imperial Chemical Industries tại Vương quốc Anh dưới tên thương hiệu Anapolon vào năm 1961. Oxymetholone cũng được giới thiệu dưới tên thương hiệu Adroyd (Parke-Davis) vào năm 1961 và Anadrol (Syntex) vào năm 1962. Thuốc được bán trên thị trường Hoa Kỳ vào đầu những năm 1960.

## Xã hội và văn hoá

### Tên gốc
Oxymetholone là tên chung của thuốc và INN, USAN, USP, BAN và JAN, trong khi oxymétholone là DCF của nó.

### Tên biệt dược
Oxymetholone đã được bán trên thị trường dưới nhiều tên thương hiệu bao gồm Anadrol, Anadroyd, Anapolon, Anasterona, Anasteronal, Anasterone, Androlic, Androyd, Hemogenin, Nastenon, Oxitoland, Oxitosona, Oxyan 

### Tính khả dụng

#### Hoa Kỳ
Oxymetholone là một trong số ít AAS vẫn có sẵn cho sử dụng y tế tại Hoa Kỳ. Những loại khác (tính đến tháng 11 năm 2017) là testosterone, testosterone cypionate, testosterone enanthate, testosterone undecanoate, methyltestosterone, fluoxymesterone, nandrolone decanoate và oxandrolone.

#### Các nước khác
Tính khả dụng của oxymetholone khá hạn chế và dường như nằm rải rác ở các thị trường biệt lập ở Châu Âu, Châu Á và Bắc và Nam Mỹ. Nó được biết là có sẵn ở Thổ Nhĩ Kỳ, Hy Lạp, Moldova, Iran, Thái Lan, Brazil và Paraguay. Ít nhất trong lịch sử, nó cũng đã có sẵn ở Canada, Vương quốc Anh, Bỉ, Hà Lan, Tây Ban Nha, Ba Lan, Israel, Hồng Kông và Ấn Độ.

### Tình trạng pháp lý
Oxymetholone, cùng với AAS khác, là chất được kiểm soát theo lịch trình III tại Hoa Kỳ theo Đạo luật về các chất bị kiểm soát.